# Mong Mao
Mong Mao neboli Stát Mao byl tajský (šanský) stát existující ve 13.–16. století, který kontroloval několik menších tajských států a náčelnictví podél dnešní hranice Myanmaru a čínské provincie Jün-nan.
Jeho centrum se rozkládalo v jün-nanské autonomní prefektuře Te-chung, hlavní město se nacházelo nedaleko Žuej-li, roku 1438 se pod tlakem říše Ming posunulo na severozápad do Mong Jang. Číňané Mong Mao nazývali Lu-čchuan, případně v 15. století Lu-čchuan-pching-mien (麓川平緬, Pching-mien a Lu-čchuan byly ve 14. století samostatné útvary).

## Historie
Mong Mao vzniklo v mocenském vakuu, které v Jün-nanu nastalo po zániku království Ta-li, dobytého roku 1254 vojsky Mongolské říše. Po rozdělení Mongolské říše připadl Jün-nan říši Jüan, jüanští císaři vládli této oblasti nepřímo, když se omezili na potvrzování místních náčelníků a vládců místních států a státečků. Mong Mao bylo jedním z těchto státečků, postupem doby jeho panovníci získali převahu nad svými sousedy a vytvořili volnou konfederaci řady menších tajských (či šanských) útvarů. Po dobytí Jün-nanu říší Ming roku 1382 vesměs místní státy, včetně Mong Maa, uznávaly mingskou svrchovanost a odváděly říši Ming tribut.
Od roku 1413 vládl v Mong Mau S’ Jen-fa (Thonganbwa), který si koncem 20. let začal ozbrojenou silou podrobovat oblasti odtržené od jeho státu říší Ming v prvních letech 15. století. Na žádost jünnanských úřadů o vojenský zásah proti Mong Mau roku 1428 odpověděla mingská vláda, že problémy se mají řešit diplomatickou cestou. Boje neutichaly ani ve 30. letech. Od roku 1436 Lu-čchuan ohrožoval mingské pozice v oblasti a roku 1438 útočil už i přímo na mingská území. Současně vysílal do Pekingu poselstva s tributem a vyjádřením pokory, ale to už mingské úřady chápaly jen jako zástěrku jeho nepřátelských úmyslů.
Koncem 30. let se říše Ming rozhodla proti Mong Mau zasáhnout silou a v sérii těžkých bojů – Lučchuan-pchingmienských válek, probíhajících v letech 1439–1440, 1441–1442, 1443–1444 a 1448–1449 – Mong Mao porazila a rozdělila. Místní vládci poté uznávali mingskou svrchovanost a posílali do Pekingu tribut až do 16. století.

## Panovníci
| Jméno       | Jméno                                                          | Jméno       | Vláda od/do | Ukončení vlády | Poznámka           |
| čínské      | tajské                                                         | barmské     | Vláda od/do | Ukončení vlády | Poznámka           |
| ----------- | -------------------------------------------------------------- | ----------- | ----------- | -------------- | ------------------ |
| S’ Kche-fa  | Sa Khaan Pha, Soe Khan Fa, Chau-ki-pha, Tai-Pong, Hso- Kip-Hpa |             | 1340–1371   | zemřel         |                    |
| Čao Ping-fa |                                                                |             | 1371–1378   | zemřel         | syn předešlého     |
| Tchaj Pien  |                                                                |             | 1378/79     | zavražděn      | syn předešlého     |
| Čao Siao-fa |                                                                |             | 1379/80     | zavražděn      | bratr Čao Ping-faa |
| S’ Wa-fa    | Hso-Wak-Pha                                                    |             |             | zavražděn      | bratr předešlého   |
| S’ Lun-fa   | Hso Long Pha, Tai-lung                                         |             | 1382–1399   |                | vnuk S’ Kche-faa   |
| S’ Sing-fa  | Chau-Tit-Pha, Tau-Lwei                                         |             | 1404–1413   |                | syn předešlého     |
| S’ Žen-fa   | Chau-Ngan-Pha, Hso Wen Hpa, Sa Ngam Pha                        | Thonganbwa  | 1413–1445/6 | popraven       | bratr předešlého   |
| S’ Ťi-fa    | Chau-Si-pha, Sa Ki Pha                                         | Thokyeinbwa | 1445/6-1449 | popraven       | syn předešlého     |
| S’ Pu-fa    |                                                                | Thopokbwa   | 1449-?      |                |                    |
| S’ Chung-fa |                                                                | Thohanbwa   | 1465?–1479? |                |                    |
| S’ Lun-fa   |                                                                | Sawlon      | ?-1532      | zavražděn      |                    |